# Кверче (Фиренца)
Кверче је насеље у Италији у округу Фиренца, региону Тоскана.
Према процени из 2011. у насељу је живело 336 становника. Насеље се налази на надморској висини од 43 м.